# Reality Check (Lied)
Reality Check ist ein Lied des deutschen Rappers Fler, das am 27. Mai 2016 auf seiner Bewährung vorbei EP über das Independent-Label Maskulin veröffentlicht wurde. Der Song ist ein Disstrack gegen ein unbestimmtes „Du“, welchem Fler eine zu geringe Authentizität vorwirft. Auch wenn er im Text nicht explizit erwähnt wird, ist eindeutig herauszuhören, dass es sich bei dem unbestimmten „Du“ um den Rapper Kollegah handelt, mit dem Fler seit Jahren Streitigkeiten hatte.
Dieses Lied war des Weiteren vermutlich zusammen mit einem in der deutschen Hip-Hop-Szene relativ bekannten Interview von Fler für das Magazin Backspin, Auslöser für den daraufhin von Kollegah veröffentlichten 18-minütigen Disstrack Fanpost 2, der am 2. September 2016, dem Releasetag von Flers Album Vibe, erschien.

## Stil
Im Gegensatz zu diversen anderen Disstracks lebt Reality Check vermehrt davon, dass der Protagonist seinen Gegner vergleichbar harmlos auf verbaler Ebene angeht, ihm aber dennoch Vorwürfe macht. Ein dazu passender Vergleich wäre ein Vater, der mit seinem Sohn „ein Hühnchen rupft“. Dadurch bekam dieses Lied einen gewissen „Seltenheits-Wert“.

## Inhalt
Einleitend mit dem Refrain „Warum bist Du nicht Du selbst?“, womit Fler dem Gegner mangelnde Authentizität vorwirft, betitelt Fler ihn als „YouTuber, der aufmuckt“. Anschließend stellt er klar, dass es sich bei Flers Musik nicht um „Kreuzworträtselrap“ (stark durchdachte, lyrische Texte) handelt. Dieser Stil sei laut ihm lange überholt. Anschließend geht er auf ein hohes Aufgebot an Personenschützern für seinen Gegner ein. Er fordert ihn heraus, ein weiteres „Zuhältertape“ auf den Markt zu bringen, was die deutlichste Anspielung auf den Rapper Kollegah im gesamten Text ist. Zudem geht Fler auf ein Interview von Heckmeck.tv mit dem ehemaligen, richtigen „Zuhälter“ Bernd Termer ein, der sich darin wenig beeindruckt, sogar eher belustigt von Kollegah zeigt. Dann untermalt Fler am Ende der ersten Strophe seine stark vorhandene Authentizität. Am Anfang der zweiten Strophe betont Fler, sein Gegner habe sich an ihm bezüglich seiner Karrierelaufbahn „hochgezogen“ und wirft ihm eine häufige Verwendung der Bildbearbeitungs-App Photoshop vor. Gegen Ende des Liedes untermauert Fler noch einmal, dass sein Gegner auf keinen Fall den Titel des deutschen „King of Rap“ habe, welchen Kollegah sich mehrere Male zu geben versuchte. Für Fler sowie die meisten Deutschrap-Konsumenten stehe dieser Titel aber lediglich Kool Savas zu.

## Vermarktung
Fler kündigte bereits in seinem gegen Kollegah gerichteten YouTube-Videoblog „Felix Exposed“ an, dass in naher Zukunft ein Disstrack veröffentlicht werden könnte. Zudem veröffentlichte er vor Release der EP kurze Hörproben der darauf enthaltenen Lieder – unter anderem auch von Reality Check. In dem später erschienenen Interview mit dem Redakteur Niko des Backspin-Magazins, welches als „episches Interview“ betitelt wurde und große Aufmerksamkeit sowie Bekanntheit in der deutschen Hip-Hop-Szene generierte, ging Fler intensiver auf die Wichtigkeit der Authentizität im Rap-Genre ein und attackierte sogar den Redakteur verbal, als dieser eine für Fler inkorrekte Aussage bezüglich Kollegah machte.

## Rezeption
Der Rapper Kollegah antwortete am 2. September 2016 mit dem Disstrack Fanpost 2, der aber nicht lange im Internet verfügbar war.
Alexander Austel von laut.de meinte, dass Fler in dem Song „anstatt sich auf Schimpfwort-Drive-Bys zu beschränken“ den Kollegen „per Arroganz und Verachtung zu verunglimpfen“ versuche. Sein Song stelle die „näselnde Frage: „Warum bist du nicht du selbst?““.
Louis Richter von rap.de beschrieb Reality Check als den offensichtlichsten, aber dennoch mit am meisten Spannung erwarteten Song der EP, welcher gleichzeitig als „Paradebeispiel“ für die gesamte EP fungiere.